# Selma Engel-Wijnberg
Saartje (Selma) Engel z domu Wijnberg (ur. 15 maja 1922 w Groningen, zm. 4 grudnia 2018 w East Haven) – holenderska Żydówka, uciekinierka z obozu zagłady w Sobiborze, świadek Zagłady, po wojnie wraz ze swym poznanym w obozie mężem wyemigrowała do Izraela, a następnie do USA.

## Życiorys
Urodziła się w Groningen, w holenderskiej rodzinie pochodzenia żydowskiego. Była córką Samuela i Alidy Wijnbergów, miała trzech braci. Dzieciństwo spędziła w Zwolle, gdzie jej rodzice prowadzili hotel. Po niemieckiej inwazji na Holandię w kraju rozpoczęły się prześladowania Żydów. Wijnberg ukrywała się przed Gestapo, jednakże w 1942 roku została aresztowana. Początkowo była więziona w Utrechcie i Amsterdamie. Później trafiła do obozów przejściowych w Vught i Westerbork.
6 kwietnia 1943 roku została wywieziona z Westerborku do obozu zgłady w Sobiborze. Jej liczący 2200 osób transport dotarł do stacji docelowej po trzech dniach podróży. Wijnberg uniknęła natychmiastowej śmierci w komorze gazowej, gdyż w czasie „selekcji” została wybrana do pracy w obozowych komandach roboczych. Zajmowała się przede wszystkim sortowaniem zagrabionego ofiarom mienia. Czasami pracowała również w „komandzie leśnym”.
Jedną z „rozrywek” esesmanów z obozowej załogi było zmuszanie Żydów do udziału w „zabawach tanecznych”. Podczas jednej z nich do tańca poprosił ją młody polski Żyd, Chaim Engel. W ten sposób poznała swojego przyszłego męża.
14 października 1943 roku w Sobiborze wybuchło powstanie więźniów. Wijnberg nie była wtajemniczona w plany konspiratorów, dopiero na kilka godzin przed planowaną ucieczką Chaim uprzedził ją, aby przygotowała zimowe ubrania i o godzinie 16:00 stawiła się na placu apelowym. To ona zorganizowała dla niego nóż, którym zabił SS-Oberscharführera Rudolfa Beckmanna. W kulminacyjnym momencie buntu obojgu udało się sforsować obozowe ogrodzenie i zbiec do pobliskiego lasu. Po dwóch tygodniach ucieczki znaleźli schronienie u polskiej rodziny z okolic Chełma, która ukrywała ich w swej stodole aż do wkroczenia Armii Czerwonej w czerwcu 1944 roku. Wijnberg była jedną z zaledwie dwojga holenderskich Żydów, którzy ocaleli z Sobiboru.
Miesiąc po wyzwoleniu udzieliła wywiadu dwóm sowieckim korespondentom wojennym. 2 września 1944 roku na łamach „Komsomolskiej prawdy” ukazał się artykuł o obozie sobiborskim napisany m.in. na podstawie jej relacji. W 1945 roku zawarła małżeństwo z Chaimem, po czym przez Odessę i Marsylię wyjechali do Holandii. W czasie podróży z powodu zatrucia pokarmowego zmarł ich niedawno narodzony syn, Emilchen. Osiedli w jej rodzinnym Zwolle, gdzie otworzyli sklep z tekstyliami. Wkrótce urodziło im się kolejnych dwoje dzieci: córka Alida i syn Ferdinand. W Holandii spotkali się jednak z uprzedzeniami i dyskryminacją. Jako obywatelom polskim groziła im nawet deportacja do Polski Ludowej. Ostatecznie w 1951 roku wyemigrowali z dziećmi do Izraela. Po kryzysie sueskim uznali jednak, że wolą żyć w kraju mniej zagrożonym wojną, stąd w 1957 roku podjęli decyzję o przeprowadzce do Stanów Zjednoczonych.
Zamieszkali w Branford w stanie Connecticut. Saartje zanglicyzowała swoje imię na Selma i znalazła zatrudnienie jako jubilerka. Engelowie dokładali wysiłku na rzecz zachowania pamięci o Sobiborze i jego ofiarach. Wielokrotnie udzielali wywiadów i wypowiadali się publicznie na temat swoich obozowych przeżyć. Zeznawali także na procesach esesmanów z Sobiboru. Chaim zmarł w 2003 roku.
W 2010 roku holenderska królowa Beatrycze nadała jej tytuł szlachecki, a podczas ceremonii minister zdrowia Ab Klink oficjalnie przeprosił za złe traktowanie, którego ona i jej rodzina zaznali w powojennej Holandii. Engel przyjęła tytuł szlachecki, lecz odmówiła przyjęcia przeprosin, uznając je za spóźnione i niewiele znaczące.
Zmarła w domu opieki w East Haven w grudniu 2018 roku.

## Film
Selma Engel-Wijnberg jest jedną z drugoplanowych bohaterek brytyjskiego filmu telewizyjnego Ucieczka z Sobiboru z 1987 roku. W jej postać wcieliła się Ellis van Maarseveen.
Została także ukazana w rosyjskim filmie Sobibór (ros. Собибор) z 2018 roku. Jej rolę zagrała Maria Kożewnikowa.